# Quy chuẩn xây dựng

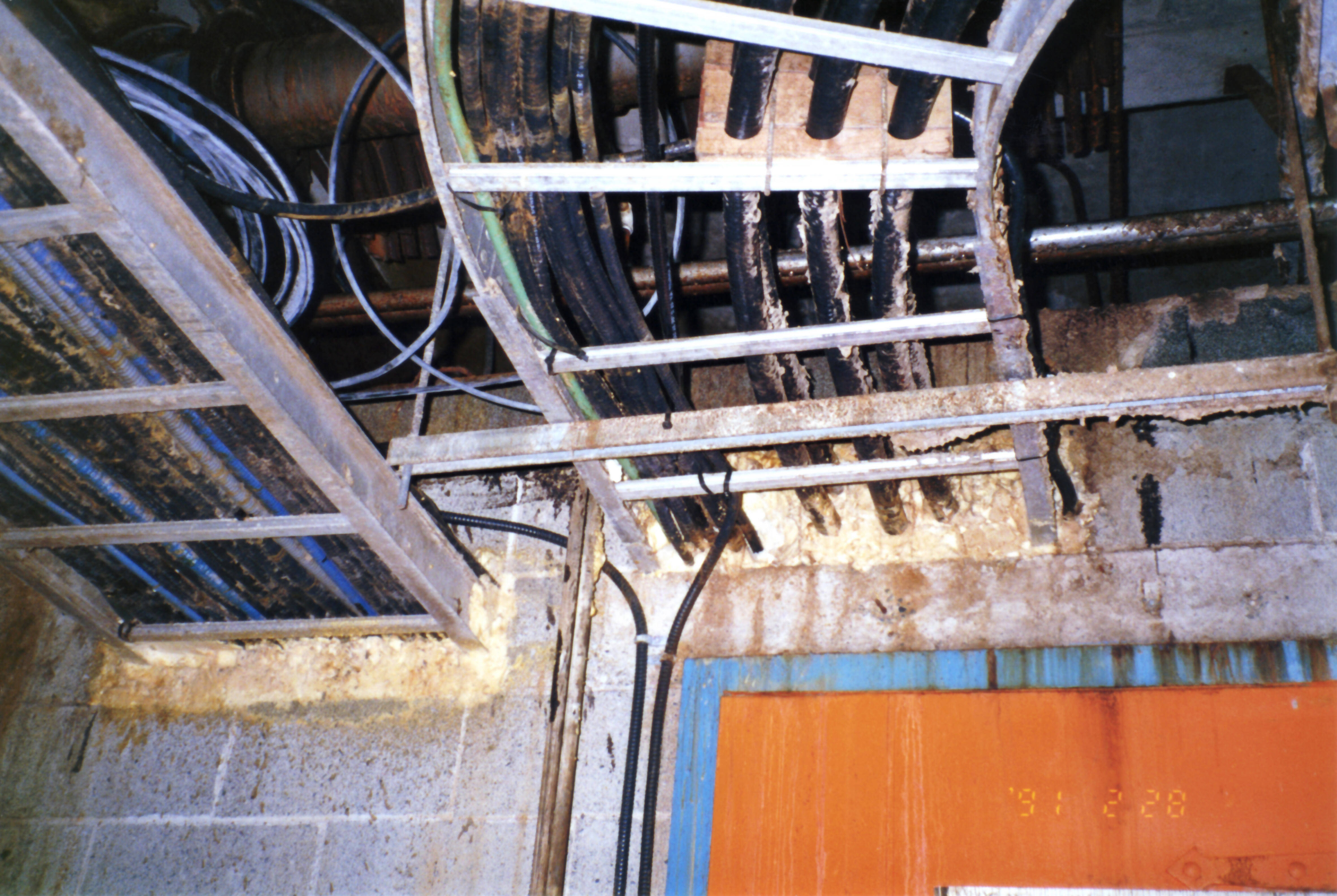
Puf canadian paper mill

Quy chuẩn xây dựng là các quy định bắt buộc áp dụng trong hoạt động xây dựng do cơ quan quản lý nhà nước có thẩm quyền về xây dựng ban hành. Đó là các yêu cầu kỹ thuật tối thiểu bắt buộc phải tuân thủ đối với mọi hoạt động xây dựng và các giải pháp, các tiêu chuẩn xây dựng (TCXD) được sử dụng để đạt được các yêu cầu đó.
Tuy nhiên, mỗi quốc gia có quy chuẩn xây dựng khác nhau do có các quy định cho các thông số kỹ thuật ở mỗi công trình là khác nhau. Khi thiết kế công trình xây dựng tại quốc gia nào, người thiết kế đều cần phải lưu ý đến quy chuẩn xây dựng của quốc gia đó để thiết kế công trình cho phù hợp và đúng quy định. Bên cạnh quy chuẩn xây dựng, tiêu chuẩn xây dựng cũng là một vấn đề cần tham khảo trong công tác thiết kế.

## Mục tiêu của quy chuẩn xây dựng
- Đảm bảo các điều kiện an toàn, vệ sinh, tiện nghi cho những người làm việc và sinh sống trong khu vực hoặc trong công trình được xây dựng, cải tạo.
- Bảo vệ môi trường sống, cảnh quan và các di tích lịch sử, văn hoá
- Bảo đảm các yêu cầu về quốc phòng, an ninh, phòng chống cháy nổ...
- Sử dụng hợp lý vốn đầu tư, đất đai và các tài nguyên khác.

## Tại Việt Nam
Quy chuẩn Xây dựng Việt Nam hiện tại được ban hành cùng với Quyết định số 682/BXD-CSXD ngày 14/12/1996 của Bộ trưởng Bộ Xây dựng. Quy chuẩn xây dựng được viết tắt là QCXD.
Khi có sự khác biệt giữa QCXD và TCXD thì phải tuân theo QCXD.
Các tiêu chuẩn quốc tế, tiêu chuẩn nước ngoài có thể được áp dụng vào khảo sát, thiết kế, thi công các công trình xây dựng ở Việt Nam nếu những tiêu chuẩn này đảm bảo các yêu cầu kỹ thuật, quy định trong QCXD và được Bộ Xây dựng chấp thuận.
Ví dụ, một Quy định về Kiến trúc đô thị trong QCXDVN (trong trường hợp nhà có chỉ giới xây dựng trùng với đường đỏ):
- Trong khoảng không từ mặt vỉa hè lên tới độ cao 3,5 m thì mọi bộ phận nhà đều không được nhô quá đường đỏ, trừ các trường hợp sau:

1. Bậc thềm, vệt dắt xe: được nhô ra không quá 0,3 m.
2. Đường ống đứng thoát nước mưa gắn vào mặt ngoài nhà: được phép vượt qua đường đỏ không quá 0,2 m và phải đảm bảo mỹ quan.
3. Từ độ cao 1 m (tính từ mặt vỉa hè) trở lên, các bậu cửa, gờ chỉ, bộ phận trang trí được phép vượt đường đỏ không quá 0,2 m...